# Агиульф (епископ Меца)
Агиульф (Эгульф; фр. Aigulphe,Agiulf, Agilulf; около 537— около 601) — двадцать четвёртый епископ Меца между 590 и 601 годом.

## Биография
Данных об этом епископе не много. Известно, что в 596 году он получил письмо от папы Григория I, рекомендовавшее ему принять миссионеров, направлявшихся в Британию. Очевидно, эта миссия была осуществлена в 601 году.
В 616 году епископ Ле-Мана святой Бертран в своём завещании упомянул о том, что Агиульф со своим племянником Арноальдом захватил какое-то имущество, принадлежащие епархии Ле-Мана.
Около 784 года Павел Диакон в «Деяниях мецких епископов» писал: «Агиульф, который, как говорят, был рожден дочерью короля франков Хлодовея, а отец его происходил из знатной сенаторской семьи. За ним воспоследовал его племянник по имени Арноальд. За ним следовал Паппол. После них к управлению Церковью был допущен блаженнейший Арнульф, муж славившийся повсюду светом святости и блестящим происхождением… этот почтенный муж, во времена своей юности родил в узах законного брака двоих сыновей, а именно, Ансхиза (Анзегизеля) и Хлодульфа».
Современный историк Кристиан Сеттипани считает, что Павел Диакон плохо расшифровал имеющиеся в его распоряжении документы и что дедом Агиульфа фактически являлся Хлодерих, последний король Кёльна.
«Commemoratio genealogia domni Arnulfi episcopi и confessoris Christi», составленный в Мецком епископстве в 840 или 855 годах упоминает епископов Юзеса, святого святого Фирмина и святого Фериола, как брата и сына сенатора Ансберта, брата Агиульфа.
В XVII веке историки отмечали связь между Commemoratio и «Житием святого Фирмина», которое также говорит об этих двух епископах. Commemoratio ошибочна по отношению к родственной связи, существующей между обоими епископами и Ансбертом. Не принимая в расчет хронологию, она противоречит «Житию Фирмина». Анализ показывает, что автор Commemoratio не был знаком с семьей святого Фирмина. Сеттипани полагает, что у него не было никакого интереса искажать текст и что это произошло из-за неправильной интерпретации документов. Замечая, что семья Ансберта связана с регионом Нима, также как и святой Фирмин, он предполагает, что Ансберт был племянником святого Фирмина. Родословная же святого Фирмина хорошо известна: речь идёт о семье Ферреоли. Таким образом, Агилульф, вероятно, был внуком Тонанта Ферреола, сенатора в Нарбоне, и Индустрии.
Что касается имени Agilulf, оно намекает на родственную связь с семьей Агилульфингов, к которой принадлежала, возможно, бабушка Агиульфа по материнской линии, жена Хлодериха.